# Lilla Mörtsjön, Småland
Lilla Mörtsjön är en sjö i Oskarshamns kommun i Småland och ingår i Viråns huvudavrinningsområde. Sjön är 8 meter djup, har en yta på 0,029 kvadratkilometer och är belägen 45 meter över havet.